# Tohoku Rakuten Golden Eagles
Tohoku Rakuten Golden Eagles (東北楽天ゴールデンイーグルス Tōhoku Rakuten Gōruden Īgurusu), gọi tắt là Rakuten Eagles (楽天イーグルス Rakuten Īgurusu), là một câu lạc bộ bóng chày chuyên nghiệp tại Sendai, tỉnh Miyagi, Nhật Bản. CLB là thành viên chi giải Pacific League thuộc Giải Bóng chày chuyên nghiệp Nhật Bản (NPB) kể từ khi thành lập vào tháng 11 năm 2004. 
Trong năm lần vào vòng play-off, họ dành danh hiệu Nippon Series trong lần duy nhất vô địch Pacific League vào năm 2013. Sở hữu CLB thuộc về tập đoàn thương mại điện tử Rakuten.